# トランシット
トランシット (transit) とは望遠鏡の中心点を基準として、望遠鏡で視準した点または方角に対する角度を計測する測量器械の一つ。欧州で発明されたセオドライト(theodolite)が米国に渡り、米国ではこの種の器械をトランシットと称呼するようになった。日本で光学的測量器械が使われ始めてしばらくは、セオドライトもトランシットも経緯儀（けいいぎ）と、称呼されていた。
日本国内でセオドライトやトランシットが製造されるようになると、バーニヤ目盛で角度を読み取る構造のものを「トランシット」、内蔵している精密分度盤に刻まれた数字をマイクロメーターで読み取るものや、デジタルディスプレーに表示された数字を読み取る構造のものを「セオドライト」と区別するようになった。
およそ1990年頃以降は、高精度を要しない林業農業用や簡易測量用、教育実習用以外のトランシットは殆ど製造されておらず、測量業務ではデジタル数値表示の電子セオドライトや測角精度が極めて高いデジタル数値表示のセオドライトに光波測距儀やデータ処理機能を付加したトータルステーションが用いられている。

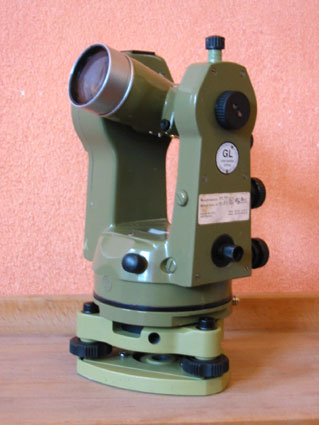
トランシットの一例

## 概要
測量の際には、専用の三脚の上に据え付けて用いる。望遠鏡が鉛直軸（重力方向に対して平行）、水平軸の2軸によって回転する構造となっており、望遠鏡によって捕らえられた2つの目標間の角度を表示する。
角度の読み取りはノギスなどによく見られるバーニヤ式であり、測角精度は数分程度である。
日本国内では「トランシット」と言う呼称が広く知られており、セオドライトやトータルステーションなどを含めて光学的測角器械全般を「トランシット」と称呼する向きもある。
「トランシット」という言葉は次第に「セオドライト」という言葉に置き換わりつつあり、ISO 17123-3 でも “Theodolites” という語が当てられており、公共測量に係る作業規程の準則（平成20年国土交通省告示第413号）においても“セオドライト”という語が使われている。